# Alphomelon rugosum
Alphomelon rugosum är en stekelart som beskrevs av Shimabukuro och Penteado-dias 2003. Alphomelon rugosum ingår i släktet Alphomelon och familjen bracksteklar. Inga underarter finns listade i Catalogue of Life.